# Rodolf d'Àustria
Rodolf d'Àustria, príncep hereu d'Àustria (Palau de Laxenburg, 1858 - Mayerling, 1889) fou l'únic fill varó de l'emperador Francesc Josep I d'Àustria i de la seva esposa, la duquesa Isabel de Baviera, arxiduc d'Àustria, príncep de Bohèmia i d'Hongria i hereu al tron austrohongarès amb el doble tractament d'altesa reial i imperial. Al voltant de la seva figura s'ha generat una important literatura a conseqüència de la seva mort.
Nascut el dia 21 d'agost de 1858 al Palau de Laxenburg, era fill de l'emperador Francesc Josep I d'Àustria i de la duquessa Elisabet de Baviera. Rodolf era net per via paterna de l'arxiduc Francesc Carles d'Àustria i de la princesa Sofia de Baviera; i per via materna ho era del duc Maximilià de Baviera i de la princesa Lluïsa de Baviera.
Rodolf Francesc Carles Josep rebé el seu nom en honor dels tirolesos que havien ajudat a la monarquia dels Habsburg durant les hores baixes que significà la revolució de 1848. Influenciat pel seu tutor, Ferdinand von Hochstetter, Rodolf s'interessà intensament per les ciències naturals, interès que el portà a amassar una important col·lecció de minerals que a la seva mort passà a la Universitat d'Agricultura de Viena.
En contraposició amb les idees conservadors de l'emperador, el seu pare, Rodolf mantingué al llarg de la seva vida una òptica política de caràcter liberal. Així, Rodolf establí una intensa amistat amb el Príncep de Gal·les i intentà, en la mesura de les seves possibilitats, aconseguir una obertura política significativa de l'Imperi Austrohongarès. Les diferències ideològiques entre pare i fill feren que Francesc Josep no cedís cap quota de poder al seu fill que sempre estigué allunyat de la presa de decisions.
El dia 10 de maig de l'any 1881 contragué matrimoni amb la princesa Estefania de Bèlgica, filla del rei Leopold II de Bèlgica i de l'arxiduquessa Maria Enriqueta d'Àustria. La parella tingué una única filla:
- SAIR l'arxiduquessa Elisabet d'Àustria, nada al Palau de Laxenburg el 1883 i morta a Viena el 1963. Es casà el 1902 a Viena amb el príncep Otó de Windisch-Grätz de qui es divorcià el 1924. El 1948 es casà en segones núpcies a Viena amb el socialista Leopold Petznek.

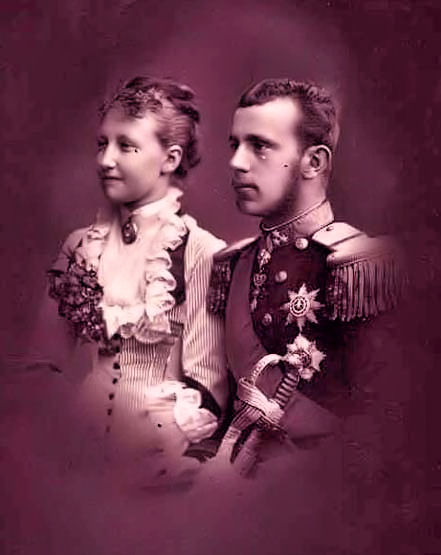
L'arxiduc Rodolf d'Àustria i la princesa Estefania de Bèlgica.

Al llarg del seu matrimoni, l'arxiduc mantingué sonores relacions extramatrimonials. L'any 1887 comprà el refugi de Mayerling a la Baixa Àustria i l'adaptà com un refugi de caça. Al llarg de la tardor de 1888, l'arxiduc inicià una relació amb la baronessa Maria Vetsera, una dama de l'alta societat vienesa coneguda per les excentricitats familiars. Segons sembla, els sentiments d'ambdós arribaren a límits insospitats.

## Mort
La nit del 31 de gener de l'any 1889 es trobaren els cossos sense vida de l'arxiduc i de la baronessa Maria Vetsera al refugi de Mayerling. Des d'aquell moment moltes foren les versions que aparegueren per explicar els fets.
D'una banda una tesi afirmà que la mort fou provocada per agents secrets franco-russos que observaren en les idees polítiques del príncep un perill pels seus respectius països. D'altra banda, la versió que més força ha pres ha estat la d'un pacte de suïcidi entre els dos enamorats.

### Conseqüències
La mort del príncep hereu d'Àustria suposà el nomenament de príncep hereu de l'arxiduc Carles Lluís d'Àustria. Anys després, el 1896 seria l'arxiduc Francesc Ferran d'Àustria, assassinat el 1914 a Sarajevo, qui esdevindria hereu al tron austrohongarès.